# Renato Maranta
Renato Maranta (* 14. Juli 1920 in Poschiavo; † 18. Oktober 1954 in Chur) war ein Schweizer Komponist und Schriftsteller. 

## Werdegang und Wirkung
Renato Maranta war Sohn des Puschlaver Organisten Riccardo Maranta, der in Regensburg Kirchenmusik studiert hatte. Renato Maranta studierte in Rom, Chur und Lugano Theologie und Musik am Konservatorium in Zürich. Ebenda wirkte er als Kirchenmusiker und war bis 1943 Organist in der Pfarrei Maria Lourdes in Zürich-Seebach und in der Pfarrei St. Martin in Zürich-Fluntern. Danach wirkte er als Organist in der Pfarrei Herz Jesu in Zürich-Wiedikon. 
Sein musikalisches Werk umfasst kirchenmusikalische Werke, darunter eine Soldatenmesse, sowie volkstümliche Gesänge für die italienischen Täler Graubündens, die Teil seines Canzoniere del Grigione Italiano («Liedersammlung italienisch Bündens») werden sollten. Sein musikalisches und literarisches Wirken stand ganz im Einsatz der geistigen Landesverteidigung und seine Werke wurden vom Radio Moteceneri und Radio Beromünster oftmals gesendet. Bis heute werden seine kirchlichen und seine volkstümlichen Musikwerke in den Tälern Graubündens geschätzt und aufgeführt.

## Werke

### Kompositionen
- Domine non sum dignus. Zürich 1943.
- Brevis, facilis Missa. Zürich 1944.
- Missa pro milite. Ed. Schweizer Chorwerke, Zürich 1945.
- Ave Maria. ohne Ort, ohne Jahr.
- Missa «In nomine Jesu». Zürich, ohne Jahr.
- O salutaris Hostia. Zürich, ohne Jahr.
- Tantum Ergo «eum jubilo» für gem. Chor. Zürich, ohne Jahr.
- Nunc dimittis, Manuskript, Archiv der RTSI in Lugano.
- Canzoniere del Grigione Italiano, Manuskripte davon im Staatsarchiv Bellinzona.
- Musica sacra, Pro Grigioni italiano, Chur 2022, ISBN 9788885905276
- Canzoniere del Grigioni Italiano, Pro Grigioni Italiano, Chur 2022, ISBN 9788885905306

### Schriften
- La poesia della culla nel Manzoni. In: Il San Bernardino. 1940, Nr. 40.
- La «rotonda» di S. Vittore. In: Almanacco del Grigioni. 1943, S. 75.
- Il genio elvetico: Hodler e Menn. In: Il Grigione Italiano. 1943, Nr. 22.
- 1944: un giubileo sanbernardiniano. In: Il Grigione Italiano. 1944, Nr. 21.
- Il canto popolare. In: Il Grigione Italiano. 1945, Nr. 22.
- Federer a San Bernardino. In: Almanacco del Grigioni. 1945, S. 143.
- I «Vespri valtellinesi»? In: La Voce della Rezia. 1945, Nr. 14.
- Renato Maranta, musicista, compositore, uomo di lettere. Studi sull'opera e raccolta di scritti, a cura di Massimo Lardi, Paul Widmer, Fernando Iseppi, Achille Pola, Pro Grigioni Italiano, Chur 2023.